# Pakt (zespół muzyczny)
Pakt – polski zespół big beatowy i rockowy, powstały w styczniu 1969 roku we Wrocławiu i działał do 1974 roku.

## Historia

### Lata 1969–1971
Pakt powstał w styczniu 1969 roku i działał przy klubie Eureka, należącym do Zakładów Archimedes we Wrocławiu. Było to miejsce prób oraz pierwszych występów grupy (koncerty, wieczorki taneczne). Pierwszy skład zespołu tworzyli: Ewa Wójcik (śpiew), Tadeusz Prokop (śpiew, gitara rytmiczna), Zbigniew Wrzos (gitara solowa, śpiew), Edward Basaraba (gitara basowa) i Jacek Krzaklewski (perkusja). Menedżerem grupy był Marek Łaciak. Prokop i Wrzos byli znanymi postaciami na krajowej scenie beatowej, ponieważ mieli już za sobą doświadczenia we współpracy Drumlersami. Pakt występował głównie we wrocławskich klubach, takich jak: Pałacyk, Piwnica Świdnicka, czy Okrąglak.
Zwłaszcza w pierwszej fazie działalności grupy, istniały wewnątrz niej poważne rozterki artystyczne, czyli niezdecydowanie, co do obrania jednorodnego kierunku muzycznego rozwoju. Pakt początkowo grał muzykę pop z elementami rocka i folku amerykańskiego. Po pewnym czasie, zaczęły powstawać big beatowe piosenki autorstwa członków zespołu, w tym utwory rodzajowe, ponieważ nie stronił on również od wykonywania piosenek patriotycznych, charakterystycznych dla Festiwali Piosenki Żołnierskiej w Kołobrzegu.
Zespół próbował też formuły charakterystycznej dla rocka psychodelicznego, a więc specyficznych, scenicznych spektakli, które wcześniej z powodzeniem popularyzowały dwie inne wrocławskie grupy, a mianowicie: ELAR i Romuald & Roman. W wydaniu Paktu była to specyficzna piastowska forma w której przeplatał się repertuar zaangażowany, głównie o tematyce antyfaszystowskiej, lecz w wyraźnie epatujący słuchacza wizjami przyszłości, ponieważ grupa wykorzystując efekty świetlne i filmowe (m.in. fragmenty filmu pt. Chwila wspomnień 1945–1946 i obraz zniszczonego powojennego Wrocławia, który pojawiał się już wcześniej w produkcjach ELAR-u i R&R), które były sugestywnym dopełnieniem prezentowanych utworów.

W zespole nie ma kierownictwa muzycznego lub jakiegokolwiek innego. Członkowie grupy wspólnie pracują nad programem, uzupełniając go swoim wkładem i inwencją. Stąd „Pakt” – krótka, twarda nazwa, która stała się hasłem grupy.

W repertuarze wrocławskiej formacji znalazł się również montaż piosenek pod wspólnym tytułem Inwokacje, zaś przeciwwagą i tym co miało wyróżniać grupę Pakt na tle konkurencji, był o wiele lżejszy, bardziej przyswajalny repertuar, głównie autorstwa Prokopa i Wrzosa (rzadziej Basaraby i Krzaklewskiego – pojawiło się także sporo kompozycji i tekstów autorów spoza zespołu), jak piosenka Żal do motyli, której towarzyszyła projekcja filmu Walta Disneya, i wiele innych, takich jak: Ballada o wiatrakach, Milczy kamień, Czarna róża, Chłopiec ze snów, Rydwan, To trudno czy Hej Wrocławianie. Zespół prezentował także blok pod nazwą Pościg za diabłem, gdzie parodiował znane piosenki, uznanych solistów i zespołów, takie jak: Domowe strachy z rep. Macieja Kossowskiego, Gdybyś kochał, hej z rep. Breakoutu, Tak bardzo się starałem z rep. Czerwonych Gitar, piosenki Trubadurów, czy piosenki kolegów po gitarze, czyli Znasz ten dom i A ja nigdy i basta z rep. Romualda & Romana. Pakt dużo nagrywał w PR Wrocław, zaś jego utwory trafiały na krajowe Listy Przebojów, choć w latach istnienia zespołu, wydano jedynie dwie EP-ki. Na przestrzeni kilku lat swojej działalności, wystąpił również w kilku programach rozrywkowych w TVP3 Wrocław.
W lutym 1969 roku grupa wzięła udział w eliminacjach do II Młodzieżowego Festiwalu Muzycznego i doszła do krakowskiego półfinału, prezentując multimedialny program zatytułowany Inwokacje 39-40-45-69, który składał się w większości z utworów do tekstów Ernesta Brylla. Zaś w finale, który odbywał się w dn. 18-20 lipca 1969 roku w Rybniku, zespół zajął IV miejsce i otrzymał nagrodę CRZZ, choć jego występ wzbudził mieszane uczucia, zwłaszcza wśród krytyków muzycznych, którzy często zarzucali mu, że jego stylem jest brak stylu, czyli bezstylowość. Lecz nie zarzucano mu braków warsztatowych i zauważono wyróżniającego się, dzięki swoim umiejętnościom, gitarzystę solowego Zbigniewa Wrzosa. W czerwcu 1969 roku Pakt wystąpił w koncercie Popołudnie z młodością w ramach VII KFPP w Opolu, i zdobył I nagrodę na Ogólnopolskim Festiwalu Zespołów Małych Form Estradowych Związków Zawodowych. Występował również w śpiewogrze autorstwa Katarzyny Gaertner i Ernest Brylla, pt. Na szkle malowane (Opowieść o Janosiku), której premiera odbyła się 6 marca 1970 roku w Operetce Dolnośląskiej we Wrocławiu.

Można odnieść wrażenie, że Pakt cierpiał na swego rodzaju kompleks pochodzącej z tego samego miasta grupy Romuald & Roman. W swoim folderze dobitnie podkreślał, że w półfinale II Młodzieżowego Festiwalu Muzycznego w Krakowie pokonał tę grupę w punktacji... Innych zespołów pokonanych w punktacji tam nie wymienił. Trzeba podkreślić, że mimo wszędzie podawanego amatorskiego statusu, Pakt realizował profesjonalną kopię stylu uprawianego między innymi przez sztandarowy polski zespół muzyki młodzieżowej Czerwone Gitary. Mimo to formacja przez parę lat istnienia na krajowej scenie, osiągnęła jak na amatorską grupę wiele.

### Lata 1971–1974
W 1971 roku z zespołu odszedł Tadeusz Prokop, a wraz z nim Edward Basaraba. Obydwu muzyków zastąpili – śpiewający gitarzysta Lesław Kot i gitarzysta basowy Jerzy Kordas, którego miejsce zajął w 1972 r. Włodzimierz Krakus (gitara basowa, śpiew). Z perspektywy blisko 50 lat od rozwiązania zespołu (1974–2023) – można odnieść wrażenie, że pomimo kontynuowanych przez zespół dawnych kompromisów (np. występy w śpiewogrze Na szkle malowane) i programowego rozchwiania (nadal wykonywał popowe piosenki, m.in. do tej pory niepublikowany na płycie kompaktowej utwór pt. Kwiaty dla miasta z 1971, czy Listopadowa miłość z 1972), tym niemniej da się zauważyć, że był to najbardziej jednorodny muzycznie okres w dziejach wrocławskiej formacji, ponieważ grupa Pakt, zdecydowanie zbliżyła się wówczas do grania muzyki stricte rockowej. O czym świadczą także utwory ze śpiewogry Na szkle malowane (kolejna niepublikowana piosenka pt. Narodziny harnasia i Gdzie ona nocuje z 1971), a także wiele późniejszych, takich jak śpiewane przez Krakusa Pół godziny z tobą, czy wykonane przez Kota Zębate koła czasu z 1972 roku (u progu roku 1973, nowym perkusistą Paktu został Leszek Chalimoniuk).

Pomimo dotychczasowych osiągnięć, jesteśmy formalnie zespołem amatorskim. Status ten utrudnia nam popularyzację uprawianej przez nas muzyki. Niełatwe są też sprawy nagrań radiowych, wydawnictw prasowych czy płytowych, nie wspominając o sprzęcie. Upór i ambicja, pokonują wiele przeciwności i kłopotów – ale nie wszystkie.

W 1973 roku do zespołu powraca Edward Basaraba, zaś na Liście Przebojów Non Stopu, zespół lokuje swój utwór pt. Dialog pretensjonalny. Z tego samego roku pochodzą trzy inne, rockowe utwory Paktu, a mianowicie: Dobro i zło i dwa dotąd niepublikowane, tj. Nie bój się mroku i Ballada o trzecim świecie z sesji radiowej z grudnia 1973 roku.

Natrętnie reklamowany przez swego menedżera Marka Łaciaka (między innymi w jego rubryce Słowo o rytmie w Słowie Polskim) Jazzowy Zespół Studencki PAKT z Wrocławia – jak uparcie przedstawiał się publiczności – miał plany ambitne; między innymi plany nagrania w 1972 roku longplaya. Niestety w grudniu 1974 roku rozpadł się.

W 1974 formacja w dotychczasowym składzie przestaje istnieć, zaś w jej miejsce powstaje Super Pakt, który tworzyli: Ewa Wrzos (śpiew), Jacek Baran (śpiew), Zbigniew Wrzos (gitara, śpiew), Jan Borysewicz (gitara), Andrzej Pluszcz (gitara basowa), Ryszard Sroka (perkusja) i który w Dużym Studiu PR Wrocław, nagrywa 3 utwory: Romantyczny świat, Dookoła nas i Uciekajmy. Zespół działał jedynie do grudnia tegoż roku.

### Reaktywacja (2000)
Dzięki operatywności menedżera zespołu Marka Łaciaka – udało mu się w 2000 roku doprowadzić do milenijnego koncertu grupy Pakt, który odbył się w Czarnym Salonie Klubu Związków Twórczych we Wrocławiu. Zespół wystąpił wówczas w swoim pierwszym składzie, który tworzyli: Ewa Wrzos, Tadeusz Prokop, Zbigniew Wrzos, Edward Basaraba i Jacek Krzaklewski. Pakt jest obok Romualda & Romana, jedynym wrocławskim zespołem, który posiada dużą ilość profesjonalnych nagrań radiowych, i w efekcie wiele z nich ukazało się w 2007 roku na dwupłytowym albumie pt. Z archiwum Polskiego Radia, vol. 6: Grupa Pakt. Nagrania z lat 1969–2000.

## Wybrany repertuar[8]
1. Ballada o wiatrakach (muz. M. Sart – E. Bryll)
2. Ballada o trzecim świecie (muz. E. Basaraba, Z. Wrzos – sł. J. Księski)[6]
3. Chłopiec ze snów (muz. i sł. T. Prokop)
4. Czarna róża (muz. Z. Wrzos – sł. T. Prokop)
5. Dialog pretensjonalny (muz. M. Sart – sł. L. Kot)
6. Dobro i zło (muz. i sł. L. Kot)
7. Dookoła nas (muz. A. Pluszcz – sł. A. Kuryło) – wyk. Super Pakt[7]
8. Fiołki garściami (muz. Z. Wrzos – sł. M. Dzieduszycka)
9. Gdzież ona nocuje (muz. K. Gaertner – sł. E. Bryll)
10. Hare Krisna (muz. G. MacDermot – sł. J. Potężny)
11. Hej, Wrocławianie (muz. T. Prokop – sł. J. Tabor)
12. Kogel-mogel (muz. M. Dzieduszycka – sł. E. Basaraba)
13. Kwiaty dla miasta (muz. B. Klimsa – sł. L. Ignaszewski)[3]
14. Listopadowa miłość (muz. P. Iłżański – sł. J. Krzaklewski)
15. Milczy kamień przy drodze (muz. T. Prokop – sł. J. Tabor)
16. Można i tak (muz. Z. Wrzos – sł. J. Tabor)
17. Myślę o sobie w trzeciej osobie (muz. J. Tabor – sł. J. Krzaklewski)
18. Narodziny harnasia (muz. K. Gaertner – sł. E. Bryll)[4]
19. Nauczyłem siebie (muz. Z. Wrzos – sł. E. Basaraba)
20. Nie bój się mroku[4]
21. Od kochania (muz. M. Sart – sł. E. Bryll)
22. Osiołkowi w żłobie dano (muz. M. Sart – sł. E. Bryll)
23. Późna jesień (muz. T. Prokop – sł. M. Dzieduszycka)
24. Pół godziny z tobą (muz. W. Krakus – sł. A. Kuryło)
25. Polubić (muz. J. Tabor – sł. E. Basaraba)
26. Pościg za diabłem (muz. M. Kossowski, R. Piasecki, T. Nalepa, S. Krajewski, R. Runowicz – sł. J. Kofta, R. Wojtyłło, J. Grań, K. Dzikowski, R.Piasecki) – wiązanka w której grupa Pakt parodiuje przeboje znanych wykonawców
27. Przyjdą chłopcy (muz. P. Hertel – sł. M. Wawrzkiewicz)
28. Romantyczny świat (muz. Z. Wrzos – sł. J. Księski) – wyk. Super Pakt[7]
29. Rydwan (muz. i sł. T. Prokop)
30. Szeregowiec gitara (muz. T. Prokop - J. Tabor)
31. To trudno (muz. Z. Wrzos - T. Prokop)
32. Tulipany (muz. Z. Wrzos - J. Potężny)
33. Uciekajmy (muz. Z. Wrzos - J. Księski) – wyk. Super Pakt[7]
34. Zębate koła czasu (muz. W. Krakus - L. Kot)
35. Ziemia obiecana (muz. M. Sart - E. Bryll)
36. Złote słowa (muz. J. Krzaklewski - J. Tabor)
37. Żaglem przez zmierzch (muz. T. Prokop - M. Dzieduszycka)
38. Żal do motyli (muz. Z. Wrzos - J. Kasprowy)
39. Żołnierz wraca pod dach (muz. T. Prokop - J. Potężny)

## Dyskografia

### Płyty (EP, CD)
- Milczy kamień przy drodze (EP, Muza N 0603, 1970)
- Żołnierz wraca pod dach (PD KP-165 Muza, 1970)
- Polubić (EP, Muza N 0652, 1971)
- Z Archiwum Polskiego Radia vol. 6: Grupa Pakt. Nagrania radiowe z lat 1969–2000 (2xCD, Polskie Radio PRCD 1066-67, 2007 – w tym trzy utwory Super Paktu z 1974 roku: Romantyczny świat, Dookoła nas, Uciekajmy[7])